# Holacanthella spinosa
Holacanthella spinosa är en urinsektsart som först beskrevs av Lubbock 1899.  Holacanthella spinosa ingår i släktet Holacanthella och familjen Neanuridae. Inga underarter finns listade i Catalogue of Life.